# Lúcia Lambertini
Lúcia Victória Lambertini (São Paulo, 26 de junho de 1926 — São Paulo, 23 de agosto de 1976) foi uma atriz, produtora, diretora, roteirista e autora brasileira. Era irmã da também atriz Leonor Lambertini.

## Carreira
Ela estreou em televisão em 1952, vivendo a Emília da primeira versão do Sítio do Picapau Amarelo. Depois participou do TV de Vanguarda e interpretou famosas personagens juvenis em especiais e teleteatros, como Heidi, Pollyana, A Moreninha e O Pequeno Lorde.
Na década de 1960 passou a escrever e dirigir para as TVs Cultura e Excelsior, onde fez Quem Casa com Maria?, Ilsa, As Professorinhas, Yoshico, um Poema de Amor e Os Amores de Bob.
Como atriz, atuou no filme O Homem das Encrencas (de 1964, título alternativo 'Imitando o Sol), e nas telenovelas As Professorinhas, Quem Casa com Maria?, Sozinho no Mundo e A Viagem, na TV Tupi, onde fez a dona Cidinha, proprietária de uma pensão.
Morreu em 23 de agosto de 1976, vítima de uma parada cardíaca após uma cirurgia aos 50 anos.

## Filmografia
Televisão
| Ano  | Título                   | Personagem         | Nota      |
| ---- | ------------------------ | ------------------ | --------- |
| 1975 | A Viagem                 | Cidinha            |           |
| 1968 | Sozinho no Mundo         | —                  |           |
| 1965 | As Professorinhas        | —                  |           |
| 1964 | Quem Casa com Maria?     | Dulce              |           |
| 1962 | Mana a Mana              | Mana Aurora        |           |
| 1959 | O Jardim Encantado       | Empregada          |           |
| 1959 | A Moreninha              | —                  |           |
| 1959 | Os Dez Mandamentos       | —                  |           |
| 1958 | Pollyana Moça            | Dela Carew         |           |
| 1957 | O Pequeno Lorde          | Querida            |           |
| 1956 | Pollyana                 | Nancy              |           |
| 1955 | Grande Teatro Tupi       | Vários personagens | 1955-1958 |
| 1953 | TV de Vanguarda          | Vários personagens |           |
| 1952 | Sítio do Picapau Amarelo | Emília             | 1952-1963 |

Cinema
| Ano  | Título                | Personagem   |
| ---- | --------------------- | ------------ |
| 1977 | O Conto do Vigário    | [ 2 ]        |
| 1968 | O Corintiano          | Dona Eulália |
| 1964 | O Homem das Encrencas |              |